# Helfried Wunderlich
Helfried Wunderlich (* 14. Dezember 1930 in Tröbitz; † 27. Juni 1969 in Finsterwalde) war ein deutscher Badmintonspieler, -trainer und -funktionär.

## Leben
Er hatte als Spieler und Funktionär maßgeblichen Anteil an den Tröbitzer Erfolgen in den 1960er Jahren im Badminton. Unter seiner Leitung gewann der Tröbitzer Verein 9 DDR-Mannschaftsmeistertitel und über 90 Einzeltitel bei den Erwachsenen und im Nachwuchsbereich. Er selbst kam als Spieler in der Saison 1966/1967 zu Meisterehren mit dem Tröbitzer Team. In den Einzeldisziplinen erkämpfte er sich bei den DDR-Seniorenmeisterschaften fünf Gold-, vier Silber- und drei Bronzemedaillen.
Weitere sportliche Erfolge verhinderte ein unverschuldeter Motorradunfall 1969, an dessen Folgen er zwei Tage nach seiner mit ihm verunglückten erst dreizehnjährigen Tochter Bärbel am 27. Juni 1969 im Finsterwalder Krankenhaus starb.

## Sportliche Erfolge
| Veranstaltung                  | Saison    | Disziplin    | Platz | Sieger |
| ------------------------------ | --------- | ------------ | ----- | --- |
| DDR-Seniorenmeisterschaft AK I | 1962/1963 | Herrendoppel | 1     | Lothar Rädisch / Helfried Wunderlich (Aktivist Tröbitz) |
| DDR-Seniorenmeisterschaft AK I | 1963/1964 | Mixed        | 1     | Helfried Wunderlich / Helga Krüger (Aktivist Tröbitz) |
| DDR-Seniorenmeisterschaft AK I | 1963/1964 | Herrendoppel | 1     | Helfried Wunderlich / Heinz Pösch (Aktivist Tröbitz / Lok Cottbus) |
| DDR-Seniorenmeisterschaft AK I | 1964/1965 | Herrendoppel | 1     | Helfried Wunderlich / Heinz Pösch (Aktivist Tröbitz / Lok Cottbus) |
| DDR-Mannschaftsmeisterschaft   | 1966/1967 | Mannschaft   | 1     | Aktivist Tröbitz (Gottfried Seemann, Joachim Schimpke, Erich Wilde, Klaus-Peter Färber, Klaus Katzor, Harry Deinert, Helfried Wunderlich, Gerhard Dietze, Ruth Mertzig, Rita Gerschner, Annemarie Fritzsche) |
| DDR-Seniorenmeisterschaft AK I | 1967/1968 | Herrendoppel | 1     | Helfried Wunderlich / Gerhard Dietze (Aktivist Tröbitz) |
| DDR-Seniorenmeisterschaft AK I | 1965/1966 | Herrendoppel | 2     | Helfried Wunderlich / Gerhard Dietze (Aktivist Tröbitz) |
| DDR-Seniorenmeisterschaft AK I | 1965/1966 | Mixed        | 2     | Helfried Wunderlich / Elli Suba (Aktivist Tröbitz / TSG Lübbenau) |
| DDR-Seniorenmeisterschaft AK I | 1967/1968 | Herreneinzel | 2     | Helfried Wunderlich (Aktivist Tröbitz) |
| DDR-Seniorenmeisterschaft AK I | 1968/1969 | Herrendoppel | 2     | Helfried Wunderlich / Gerhard Dietze (Aktivist Tröbitz) |
| DDR-Seniorenmeisterschaft AK I | 1962/1963 | Herreneinzel | 3     | Helfried Wunderlich (Aktivist Tröbitz) |
| DDR-Seniorenmeisterschaft AK I | 1966/1967 | Herrendoppel | 3     | Helfried Wunderlich / Heinz Pösch (Aktivist Tröbitz / Lok Cottbus) |
| DDR-Seniorenmeisterschaft AK I | 1968/1969 | Herreneinzel | 3     | Helfried Wunderlich (Aktivist Tröbitz) |